# Pipara
Pipa o Pipara, en llatí Pipa o Pipara, fou la filla d'Àtal, rei dels marcomans.
L'emperador romà Gal·liè se'n va enamorar apassionadament. Trebel·li Pol·lió la confon amb Cornèlia Salonina, la dona de l'emperador, i Gibbon cau en el mateix error.